# Cypr na Zimowych Igrzyskach Olimpijskich 2022
Cypr na Zimowych Igrzyskach Olimpijskich 2022 – występ kadry sportowców reprezentujących Cypr na igrzyskach olimpijskich, które odbyły się w Pekinie w Chińskiej Republice Ludowej, w dniach 4-20 lutego 2022 roku.
Reprezentacja Cypru liczyła jednego zawodnika – mężczyznę.
Był to dwunasty start Cypru na zimowych igrzyskach olimpijskich.

## Reprezentanci

### Narciarstwo alpejskie
| Zawodnik         | Konkurencja            | 1 przejazd | 1 przejazd | 2 przejazd | 2 przejazd | Łącznie | Łącznie | Źródło |
| Zawodnik         | Konkurencja            | Czas       | Pozycja    | Czas       | Pozycja    | Czas    | Pozycja | Źródło |
| ---------------- | ---------------------- | ---------- | ---------- | ---------- | ---------- | ------- | ------- | ------ |
| Janos Kujumdzian | slalom mężczyzn        | DNF        | DNF        | NQ         | NQ         | DNF     | DNF     | [ 1 ]  |
| Janos Kujumdzian | slalom gigant mężczyzn | 1:20.66    | 50.        | 1:21.85    | 39.        | 2:42.51 | 42.     | [ 1 ]  |